# Padule di Diaccia Botrona
Padule di Diaccia Botrona este o arie protejată (arie specială de conservare — SAC, sit de importanță comunitară — SCI, arie de protecție specială avifaunistică — SPA) din Italia întinsă pe o suprafață de 1.348 ha, integral pe uscat.

## Localizare
Centrul sitului Padule di Diaccia Botrona este situat la coordonatele 42°46′09″N 10°55′14″E / 42.769167°N 10.920556°E.

## Înființare
Situl Padule di Diaccia Botrona a fost declarat sit de importanță comunitară în mai 1995 pentru a proteja 1 specie de plante și 59 de specii de animale. Alte tipuri de protecție:
- arie de protecție specială avifaunistică (în decembrie 1998)[2]
- arie specială de conservare (în mai 2016)[1][3][4]

## Biodiversitate
Situată în ecoregiunea mediteraneană, aria protejată conține 9 habitate naturale: Dune cu vegetație ierboasă Brachypodietalia cu specii anuale, Dune împădurite cu Pinus pinea și/sau Pinus pinaster, Păduri mixte riverane de Quercus robur, Ulmus laevis și Ulmus minor, Fraxinus excelsior sau Fraxinus angustifolia, de-a lungul marilor râuri (Ulmenion minoris), Stepe sărăturate mediteraneene (Limonietalia), Salicornia și alte specii anuale care populează regiunile mlăștinoase și nisipoase, Pășuni mediteraneene udate de apa mării (Juncetalia maritimi), Tufărișuri halofile mediteraneene și termo-atlantice (Sarcocornetea fruticosi), Dune cu tufărișuri sclerofile Cisto-Lavenduletalia, Lagune de coastă.
La baza desemnării sitului se află mai multe specii protejate:
- plante (1): Gladiolus palustris
- păsări (54): privighetoare-de-baltă (Acrocephalus melanopogon), pescăruș albastru (Alcedo atthis), rață sulițar (Anas acuta), rață pitică (Anas crecca), rață mare (Anas platyrhynchos), gâscă cenușie (Anser anser), fâsă-de-câmp (Anthus campestris), egretă mare (Ardea alba), stârc cenușiu (Ardea cinerea), stârc roșu (Ardea purpurea), rață roșie (Aythya nyroca), buhai de baltă (Botaurus stellaris), Bubulcus ibis, pasărea ogorului (Burhinus oedicnemus), ciocârlie-cu-degete-scurte (Calandrella brachydactyla), fugaci de țărm (Calidris alpina), caprimulg (Caprimulgus europaeus), prundăraș de sărătură (Charadrius alexandrinus), erete de stuf (Circus aeruginosus), erete vânăt (Circus cyaneus), erete cenușiu (Circus pygargus), Clamator glandarius, dumbrăveancă (Coracias garrulus), egretă mică (Egretta garzetta), presură de stuf (Emberiza schoeniclus), Falco biarmicus, șoimul rândunelelor (Falco subbuteo), vânturel roșu (Falco tinnunculus), lișiță (Fulica atra), becațină comună (Gallinago gallinago), ciovlica roșcată (Glareola pratincola), piciorong (Himantopus himantopus), stârc pitic (Ixobrychus minutus), sfrâncioc roșiatic (Lanius collurio), sfrânciocul cu frunte neagră (Lanius minor), grelușel-de-zăvoi (Locustella luscinioides), becațină mică (Lymnocryptes minimus), rață fluierătoare (Mareca penelope), rață pestriță (Mareca strepera), Numenius arquata arquata, culic cu cioc subțire (Numenius tenuirostris), ciuf-pitic (Otus scops), Phoenicopterus ruber, lopătar (Platalea leucorodia), ploier auriu (Pluvialis apricaria), corcodel-cu-gât-negru (Podiceps nigricollis), ciocântors (Recurvirostra avosetta), Spatula clypeata, rață cârâitoare (Spatula querquedula), Sylvia conspicillata, călifar alb (Tadorna tadorna), fluierar negru (Tringa erythropus), fluierarul cu picioare roșii (Tringa totanus), nagâț (Vanellus vanellus)
- pești (2): Alosa fallax, Aphanius fasciatus
- reptile (3): șarpele cu patru dungi (Elaphe quatuorlineata), țestoasa de baltă (Emys orbicularis), țestoasă bănățeană (Testudo hermanni)

Pe lângă speciile protejate, pe teritoriul sitului au mai fost identificate 22 de specii de plante, 1 specie de păsări, 3 specii de amfibieni, 2 specii de nevertebrate, 4 specii de reptile.